# Izatha
Izatha is een geslacht van vlinders van de familie sikkelmotten (Oecophoridae), uit de onderfamilie Oecophorinae.

## Soorten
- I. acmonias Philpott, 1921
- I. amorbas (Meyrick, 1910)
- I. apodoxa (Meyrick, 1888)
- I. attactella Walker, 1864
- I. austera (Meyrick, 1884)
- I. balanophora (Meyrick, 1897)
- I. caustopa (Meyrick, 1892)
- I. convulsella (Walker, 1864)
- I. copiosella (Walker, 1864)
- I. epiphanes (Meyrick, 1884)
- I. florida Philpott, 1927
- I. griseata Hudson, 1939
- I. heroica Philpott, 1926
- I. huttoni (Butler, 1880)
- I. mesoschista Meyrick, 1931
- I. metadelta (Meyrick, 1905)
- I. mira Philpott, 1913
- I. oleariae Dugdale, 1971
- I. peroneanella (Walker, 1864)
- I. phaeoptila (Meyrick, 1905)
- I. picarella (Walker, 1864)
- I. plumbosa Philpott, 1927
- I. prasophyta (Meyrick, 1884)
- I. rigescens Meyrick, 1929
- I. toreuma Clarke, 1926